# Ale urwał
Ale urwał – zwrot zaliczający się do tzw. skrzydlatych słów pochodzący z filmiku opublikowanego w serwisie internetowym YouTube.

## Historia
Zwrot rozpowszechnił się po publikacji filmiku Atak zimy 09.01.2010 - stromy podjazd w Szczecinie na YouTube. Filmik trwał około 2 minuty i przedstawiał wydarzenia, jakie miały miejsce 9 stycznia 2010 roku na ulicy Kusocińskiego w Szczecinie. Film przedstawiał samochody staczające się z oblodzonego i zaśnieżonego wzniesienia. Staczające się samochody uderzały w inne, stojące na parkingu. Niewielka grupa obserwowała i komentowała zdarzenia. Jeden z jej członków, po tym jak staczający się samochód uderzył w zaparkowany na parkingu krzyknął „Ale urwał! Ale to było dobre!”.

## Wpływ
Wyrażenie Ale urwał stało się popularne i zalicza się do tzw. skrzydlatych słów. Przyczyniło się również do powstania wielu memów internetowych i weszło do użycia w języku ogólnym. Rocznice nagrania filmiku, w którym padła fraza Ale urwał, były odnotowywane przez media (m.in. Onet, Gazetę Wyborczą czy Telewizję Polską). Według Gazety Wyborczej „zwrot Ale urwał oznacza mieszaninę podziwu i mściwej satysfakcji, że coś nieprzewidzianego (raczej niemiłego) komuś się zdarzyło”.
Zwrot Ale urwał był również nazwą programu TVN opowiadającego o sportach ekstremalnych oraz rozrywkowego programu nadawanego na antenie TVP Sport.